# Tabelbala (distrito)
Tabelbala é um distrito localizado na província de Béchar, Argélia. Sua capital é a cidade de mesmo nome. A população total do distrito era de 5 248 habitantes, em 2008.

## Comunas
O distrito consiste em apenas uma única comuna:
- Tabelbala